# Microxina charcoti
Microxina charcoti är en svampdjursart som beskrevs av Topsent 1916. Microxina charcoti ingår i släktet Microxina och familjen Niphatidae. Inga underarter finns listade i Catalogue of Life.